# Amastris (Tochter des Dareios II.)
Amastris (* vor 423 v. Chr.) war eine Angehörige der persischen Achämenidendynastie im 4. Jahrhundert v. Chr. Sie war die älteste Tochter des Großkönigs Dareios II. und der Parysatis.
Amastris kam zur Welt, bevor ihr Vater den persischen Thron bestiegen hatte. Sie wurde die Gattin des Satrapen Terituchmes, der sich indessen in seine schöne Halbschwester Roxane verliebte und, um für diese frei zu sein, die Ermordung seiner königlichen Gemahlin beabsichtigte. Bevor Terituchmes aber an die Umsetzung seiner Pläne schreiten konnte, wurde er auf Anstiften des persischen Königspaars selbst getötet.